# Rue Étienne-Marcel (Bagnolet et Montreuil)
Pour l’article homonyme, voir Rue Étienne-Marcel.
La rue Étienne-Marcel est une voie de circulation qui marque la limite entre Bagnolet et Montreuil (Seine-Saint-Denis) et Seine-Saint-Denis.

## Situation et accès
La rue Étienne-Marcel est orientée d'ouest en est. Elle croise notamment le carrefour de la rue Robespierre et de la rue Arsène-Chéreau. Elle est desservie par les stations de métro Porte de Montreuil et Croix de Chavaux sur la ligne 9 du métro de Paris.

## Origine du nom

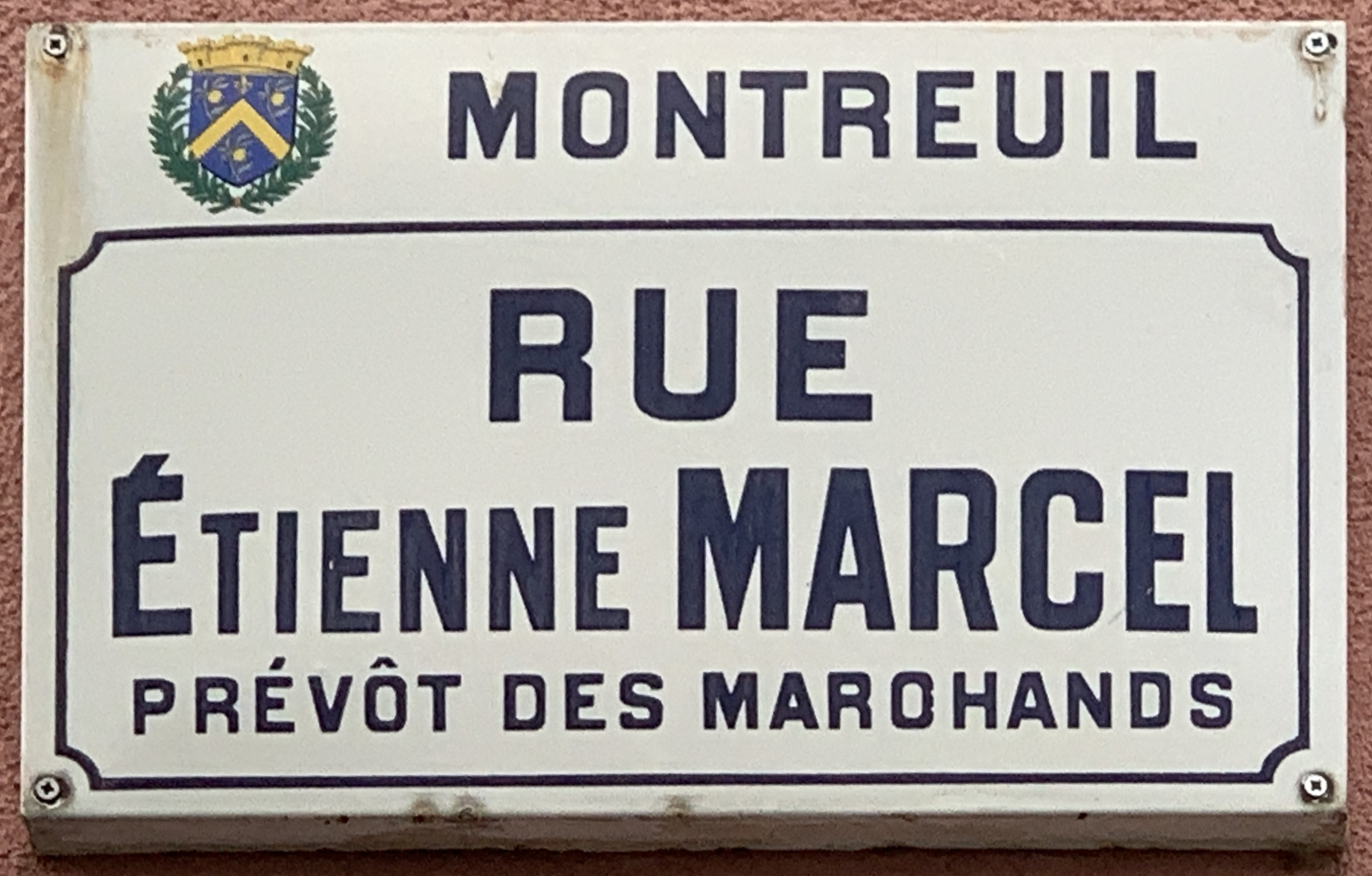
Plaque de la rue.

Cet axe de circulation a été nommé en hommage à Étienne Marcel, né entre 1302 et 1310, mort à Paris le 31 juillet 1358, prévôt des marchands de Paris sous le règne de Jean le Bon.

## Historique

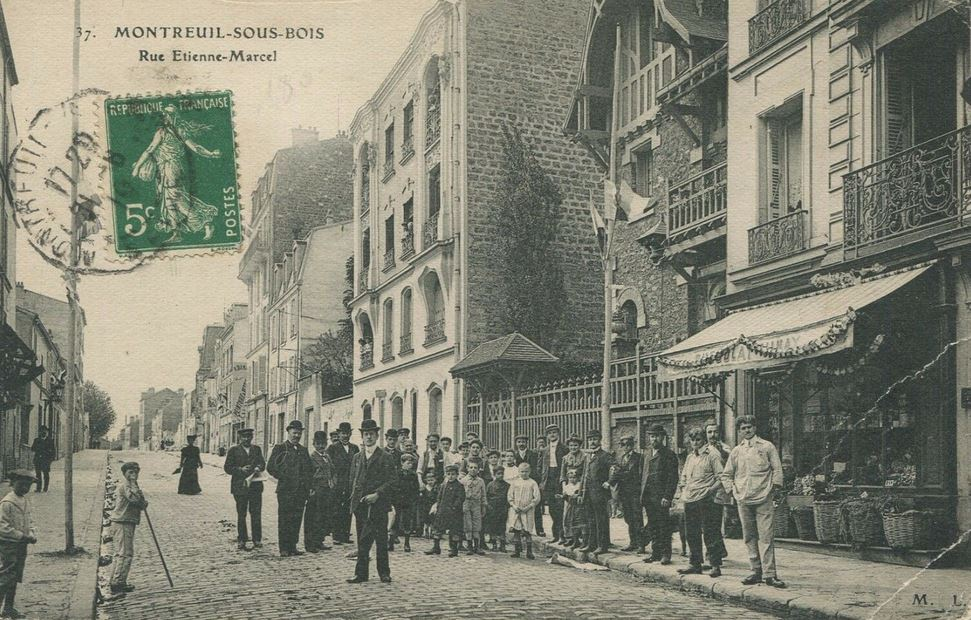
Montreuil, rue Étienne-Marcel.

En tant que voie de circulation pénétrant dans Étienne-Marcel, la rue de Paris fait partie des cent-cinquante-neuf clichés de la série photographique 6 mètres avant Paris, œuvre de Eustachy Kossakowski réalisée en 1971.

## Bâtiments remarquables et lieux de mémoire
- Marché aux puces de la porte de Montreuil.
- Centre Commercial La Grande Porte.
- Théâtre du Balèti[2].
- Usine de chaussures Debard, inscrite à l'inventaire du patrimoine historique sous la référence IA93000027[3], encore en activité en 2000[4].
- Ancienne usine Coudé Dalbœuf.
- Synagogue du Foyer israélite de Montreuil[5].